# Gustav Wolzendorff
Gustav Wolzendorff  (* 1. November 1834 in Zuchau; † 1926) war ein deutscher Mediziner.
Wolzendorff studierte Medizin in Halle (Promotion 1867) und war dann Militärarzt (Stabsarzt) in Greifswald, wobei er sich auch an der Universität weiterbildete. 1882 übernahm er die Leitung der Kaltwasser-Heilanstalt in Nassau, musste das aber nach drei Jahren wegen einer Nervenerkrankung aufgeben. Ab 1886 war er niedergelassener Arzt in Wiesbaden.
Wolzendorff befasste sich in Nassau neben Wasserheilverfahren auch mit Elektrotherapie, später mit Massage und Heilgymnastik. Er veröffentlichte auch über Medizingeschichte.
Er war Autor in der Real-Encyclopädie der gesammten Heilkunde (Sanitätswesen, Armeekrankheiten, kleine Chirurgie).

## Schriften
- Handbuch der kleinen Chirurgie, Wien 1883
- Beiträge zu Albert Eulenburgs Real-Encyclopädie der gesammten Heilkunde. Erste Auflage.
  - Band 1 (1880) (Digitalisat), S. 130–134 Aderlass; S. 489–508 Armeekrankheiten; S. 532–533 Arteriotomie
  - Band 2 (1880) (Digitalisat), S. 330–333: Blutleere; S. 343–352: Blutstillung
  - Band 3 (1880) (Digitalisat), S. 104–116: Cauterisation
  - Band 4 (1880) (Digitalisat), S. 212–214: Drainage; S. 294–296: Ecrasement, Ecraseur